# Antenne dipolaire
L'antenne dipolaire, ou antenne dipole, élaborée par Heinrich Rudolph Hertz vers 1886, est une antenne constituée de deux brins métalliques, alimentée en son milieu et destinée à transmettre ou recevoir de l'énergie électromagnétique. Ce type d'antenne est le plus simple à étudier d'un point de vue analytique.

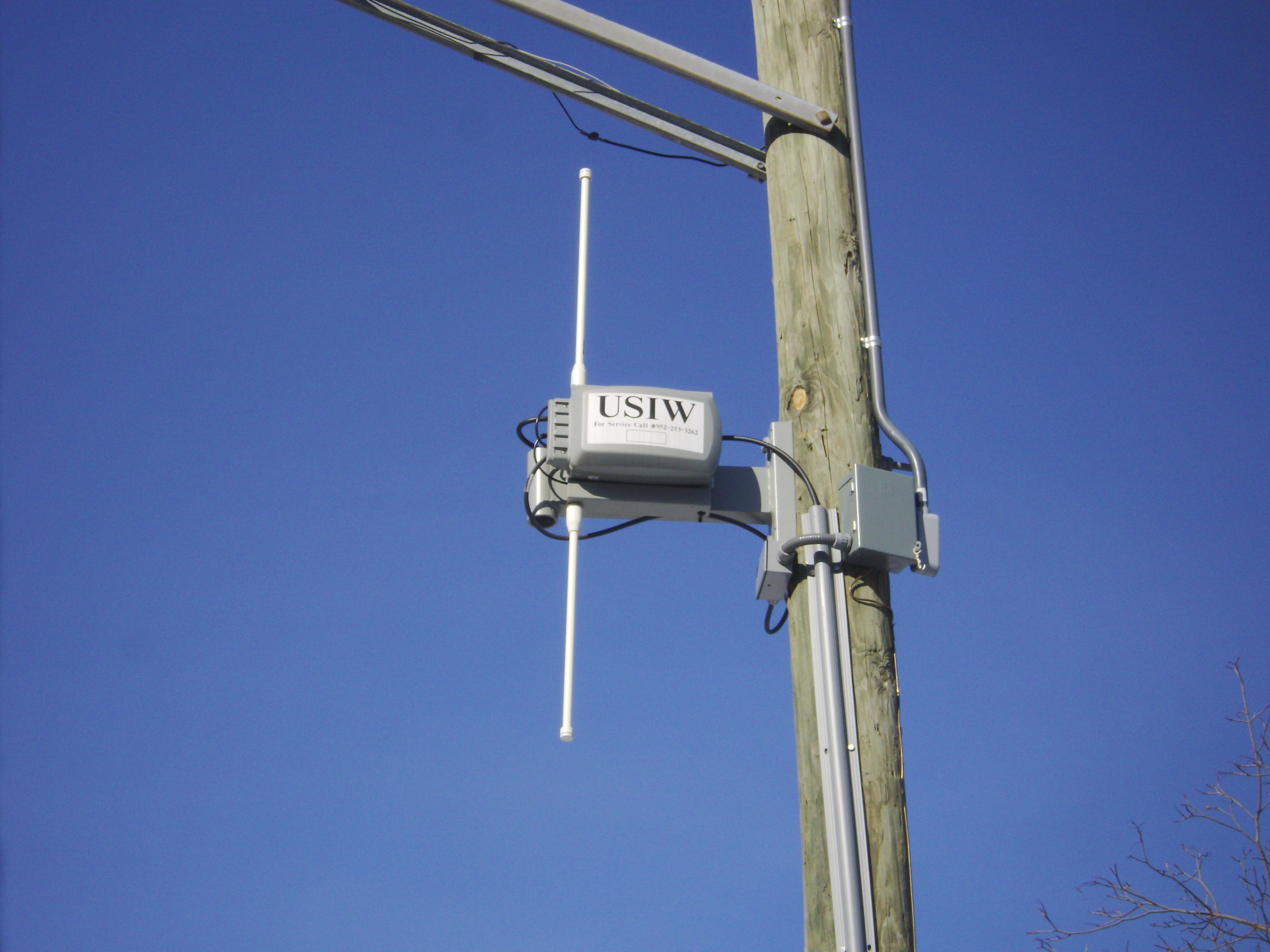
Antenne dipolaire.

Une antenne dipolaire recevant une onde radio.

## Dipôle élémentaire

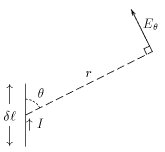
Schéma géométrique d'un dipôle élémentaire.

Un dipôle élémentaire (l'un des 2 brins constituant l'antenne dipolaire) est constitué d'un conducteur de longueur {\displaystyle \delta \ell \,} (petite devant la longueur d'onde {\displaystyle \lambda \,}) dans lequel circule un courant alternatif :
{\displaystyle I=I_{0}e^{j\omega t}\,}
avec {\displaystyle \omega =2\pi f\,} qui est la pulsation, et {\displaystyle f\,} la fréquence.
{\displaystyle j\,} est défini en notation complexe et vérifie {\displaystyle j^{2}=-1\,} ; 
On peut noter que ce type de dipôle parfait ne peut pas, en pratique, être fabriqué car il faut que le courant électrique vienne de quelque part et qu'il ressorte quelque part. En réalité, cet élément conducteur et le courant qui y circule, sera simplement un des segments dans lesquels on divisera une antenne macroscopique, pour pouvoir la calculer.
L'intérêt du dipôle tient dans le fait que l'on peut calculer facilement le champ électrique lointain de l'onde électromagnétique émise par ce brin conducteur.
Si la distance de mesure du champ est beaucoup plus grande que la longueur d’onde, elle-même plus grande que la longueur du dipôle, on donne directement l’expression du champ électrique lointain (en V/m) :
{\displaystyle E_{\theta }=-{jI_{0} \over 2\varepsilon _{0}c}{\sin \theta  \over r}{\delta \ell  \over \lambda }e^{j\left(\omega t-kr\right)}\,}
où :
- {\displaystyle r\gg \lambda \gg \delta \ell \,},
- {\displaystyle \varepsilon _{0}\,} est la constante de la permittivité du vide (en F/m) ;
- {\displaystyle c\,} est la constante de la vitesse de la lumière dans le vide (en m/s) ;
- {\displaystyle r\,} est la distance (en m) entre le dipôle et le point où le champ {\displaystyle E_{\theta }\,} est évalué ;
- {\displaystyle \delta \ell \,} est la longueur (en m) du dipôle élémentaire ;
- {\displaystyle \lambda \,} est la longueur d’onde (en m) ;
- {\displaystyle k={2\pi  \over \lambda }\,} est le nombre d’onde (en rad/m) ;
- l'exposant de {\displaystyle e\,} rend compte de la variation de phase du champ électrique de l’onde avec le temps et avec la distance au dipôle.

Le champ électrique lointain {\displaystyle E_{\theta }\,} de l'onde électromagnétique est coplanaire avec le conducteur ; il est aussi perpendiculaire à la ligne qui relie le point où il est évalué au conducteur (sauf sur la ligne du conducteur lui-même, où ce champ s’effondre totalement car {\displaystyle \sin \theta \,} y est nul), son orientation étant déterminée par celle du champ dans le conducteur et par le déphasage dépendant de la distance du point de mesure à ce conducteur.
L'expression ne s’applique pas au champ électrique proche du conducteur dipolaire (y compris celui au sein du conducteur lui-même).
Si nous imaginons le dipôle au centre d'une sphère et parallèle à l'axe nord-sud, le champ électrique de l'onde électromagnétique rayonnée sera parallèle aux méridiens et le champ magnétique de l'onde aura la même direction que les parallèles géographiques.
Si {\displaystyle P\,} est la puissance de l'antenne dipôle, le champ électrique {\displaystyle E\,} rayonné en un point situé à une distance {\displaystyle r\,} de cette antenne, perpendiculairement à l'antenne (sens du vecteur de Poynting), est donné par la relation :
{\displaystyle E={{\sqrt {90P}} \over r}\,}, avec {\displaystyle E\,} en V/m, {\displaystyle P\,} en W, {\displaystyle r\,} en m.
Ainsi, une source de 10 W produira un champ {\displaystyle E\,} de 1 mV/m à une distance de 30 km, ce qui, en radioélectricité, n’est pas un champ négligeable.

## Gain d'une antenne
Le gain d'une antenne est défini comme le rapport des puissances par unité de surface de l'antenne donnée et d'une antenne hypothétique isotrope :
{\displaystyle G={\left({P \over S}\right)_{\rm {ant}} \over {\left({P \over S}\right)_{\rm {iso}}}}}
La puissance par unité de surface transportée par une onde électromagnétique est :
{\displaystyle \textstyle {\left({P \over S}\right)_{\rm {ant}}}=\textstyle {1 \over 2}c\varepsilon _{\circ }E_{\theta }^{2}\simeq \textstyle {1 \over 240\pi }E_{\theta }^{2}}
La puissance par unité de surface émise par une antenne isotrope alimentée avec la même puissance est:
{\displaystyle \textstyle {\left({P \over S}\right)_{\rm {iso}}}=\textstyle {{1 \over 2}R_{\rm {serie}}I_{\circ }^{2} \over 4\pi r^{2}}}
Les dBi sont les décibels du gain par rapport à une antenne isotrope.
Voici un tableau avec les gains d’antennes dipolaires en fonction de leur longueur (exprimée en nombre de longueurs d'onde) ; les gains ne sont pas convertis en dBi :
| Longueur en {\displaystyle \scriptstyle {\lambda }} | Gain | Note               |
| --------------------------------------------------- | ---- | ------------------ |
| {\displaystyle L\ll \scriptstyle {\lambda }}        | 1,50 | Dipôle court       |
| 0,5 {\displaystyle \scriptstyle {\lambda }}         | 1,64 | Dipôle demi-onde   |
| 1,0 {\displaystyle \scriptstyle {\lambda }}         | 1,80 | Dipôle pleine onde |
| 1,5 {\displaystyle \scriptstyle {\lambda }}         | 2,00 |                    |
| 2,0 {\displaystyle \scriptstyle {\lambda }}         | 2,30 |                    |
| 3,0 {\displaystyle \scriptstyle {\lambda }}         | 2,80 |                    |
| 4,0 {\displaystyle \scriptstyle {\lambda }}         | 3,50 |                    |
| 8,0 {\displaystyle \scriptstyle {\lambda }}         | 7,10 |                    |

Ces valeurs peuvent être obtenues par calcul pour certaines longueurs de dipôle comme ci-dessous, sinon interpolées (et confirmées en pratique par la mesure).

## Dipôle court

Courbe triangulaire du courant circulant dans une courte antenne dipolaire à deux brins horizontaux (de longueur totale L), alimentés en son centre par deux brins rapprochés (mais isolés) dans lesquels les courants entrant et sortant circulent en sens opposés.

Vue en perspective du rayonnement du dipôle élémentaire (vertical et invisible ici, au centre du tore montré posé sur le plan horizontal).

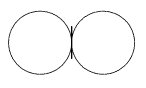
Le rayonnement du dipôle élémentaire, vu en coupe le long du dipôle, forme deux cercles jointifs au centre du dipôle, et le champ électrique est orienté tangentiellement le long de ces cercles.

Un dipôle court est un dipôle réalisable pratiquement formé par deux conducteurs de longueur totale {\displaystyle \scriptstyle {L}} très petite comparée à la longueur d'onde {\displaystyle \scriptstyle {\lambda }}. Les deux conducteurs sont alimentés au centre du dipôle (voir dessin de gauche).
Les brins parallèles rapprochés qui alimentent le dipôle en son centre sont traversés par des courants circulant en direction opposée, dont les champs électriques s'annulent mutuellement à distance suffisamment grande par rapport à leur distance mutuelle (supposée ici nulle). On peut alors les ignorer.
Le courant circule dans le même sens dans les deux bras du dipôle : vers la droite sur les deux ou vers la gauche sur les deux. On prend comme hypothèse que le courant est maximum au milieu du dipôle (là ou il est alimenté) et qu'il décroît linéairement jusqu'à zéro aux extrémités du dipôle où se concentrent les charges électriques déplacées par le courant alternatif.
Le champ lointain {\displaystyle \scriptstyle {E_{\theta }}} de l’onde électromagnétique rayonnée par ce dipôle est alors :
{\displaystyle E_{\theta }={-jI_{0} \over 4\varepsilon _{0}c}{\sin \theta  \over r}{L \over \lambda }e^{j\left(\omega t-kr\right)}}
L'émission est maximale dans le plan perpendiculaire au dipôle et passant par son centre, mais décroit de façon inversement proportionnellement à la distance. Elle est nulle dans la direction des conducteurs qui est la même que la direction du courant.
Le diagramme d'émission a la forme d'un tore de section circulaire et de rayon interne nul. Dans les deux images de droite, le dipôle ferme deux courts segment verticaux jointifs au point d'alimentation des deux brins, qui se trouve donc au centre du tore posé sur un plan horizontal.
À partir de ce champ électrique on peut calculer la puissance totale émise par ce dipôle et à partir de ça, calculer la partie résistive de l'impédance série de ce dipôle :
{\displaystyle R_{\rm {s{\acute {e}}rie}}=80\pi ^{2}\left({L \over \lambda }\right)^{2}\,} ohms pour {\displaystyle L\ll \lambda \,}
mais en revanche :
{\displaystyle R_{\rm {s{\acute {e}}rie}}=20\pi ^{2}\left({L \over \lambda }\right)^{2}\,} ohms pour {\displaystyle L<\lambda \,}
Le gain de cette antenne (obtenu en remplaçant dans l’expression générale du gain) est :
{\displaystyle G={\pi \left({L \over \lambda }\right)^{2} \over \varepsilon _{0}c{2\pi  \over 3\varepsilon _{0}c}\left({L \over \lambda }\right)^{2}}=1,5\,} = 1,76 dBi

## Dipôle demi-onde

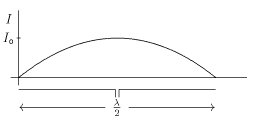
Le courant électrique dans un dipôle à deux brins égaux dont la longueur totale égale la demi-longueur d’onde.

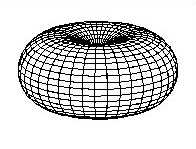
Diagramme en perspective du rayonnement lambda/2.

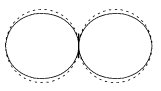
Diagramme en coupe du rayonnement pour lambda/2. Pour comparaison, la section du diagramme d'émission d'un dipôle court apparaît en pointillés. Ils ne sont pas très différents.

Un dipôle {\displaystyle \scriptstyle {\lambda  \over 2}} ou dipôle demi-onde est une antenne formée par deux conducteurs de longueur totale égale à une demi longueur d'onde. Cette longueur n'a rien de remarquable du point de vue électrique. L'impédance de l'antenne ne correspond ni à un maximum ni à un minimum. L'impédance n'est pas réelle bien qu'elle le devienne pour une longueur du dipôle proche (vers {\displaystyle \scriptstyle {0,47\lambda }}). La seule particularité de cette longueur est que les formules mathématiques se simplifient énormément.
Dans le cas du dipôle {\displaystyle \scriptstyle {\lambda  \over 2}}, on prend comme hypothèse que l'amplitude du courant le long du dipôle à une forme sinusoïdale :
{\displaystyle \textstyle {I=I_{\circ }e^{j\omega t}\cos {k\ell }}}
Pour {\displaystyle \scriptstyle {\ell =0}}, le courant vaut {\displaystyle \scriptstyle {I_{\circ }}} et pour {\displaystyle \scriptstyle {\ell ={\lambda  \over 4}}}, le courant vaut zéro.
Malgré les simplifications de ce cas particulier, la formule du champ éloigné est difficile à traiter :
{\displaystyle \textstyle {E_{\theta }={-jI_{\circ } \over 2\pi \varepsilon _{\circ }cr}}{\cos \left(\scriptstyle {\pi  \over 2}\cos \theta \right) \over \sin \theta }e^{j\left(\omega t-kr\right)}}
Néanmoins, la fraction {\displaystyle \textstyle {\cos \left(\scriptstyle {\pi  \over 2}\cos \theta \right) \over \sin \theta }} n'est pas très différente de {\displaystyle \scriptstyle {\sin \theta }}.
Le résultat est un diagramme d'émission un peu aplati (voir les dessins de droite).
Cette fois nous ne pouvons pas calculer analytiquement la puissance totale émise par l'antenne. Un calcul numérique simple nous mène à une valeur de résistance série de :
{\displaystyle \textstyle {R_{\rm {serie}}=73}}ohms

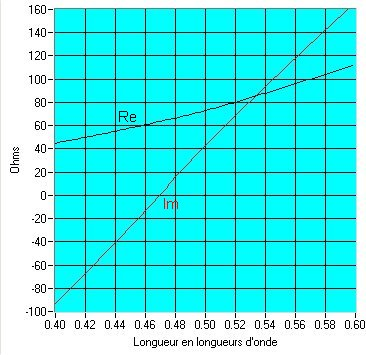
Impédance résistive et réactive d'un dipôle, en fonction de sa longueur (exprimée en nombre d’onde).

Mais ce n'est pas suffisant pour caractériser l'impédance du dipôle qui comporte aussi une partie imaginaire. Le plus simple c'est de la mesurer. Dans l'image de droite on trouve les parties réelle et imaginaire de l'impédance pour des longueurs de dipôle qui vont de {\displaystyle \scriptstyle {0,4\,\lambda }} à {\displaystyle \scriptstyle {0,6\,\lambda }}.
Le gain de cette antenne est :
{\displaystyle \textstyle {G={120 \over R_{\rm {serie}}}={120 \over 73}}}= 1,64 = 2,14 dBi
Si la résistance croit assez lentement avec la longueur du dipôle, il n'en est pas de même de la partie imaginaire de l’impédance, responsable du déphasage entre le courant et le champ électrique au centre du dipôle (ou sa tension d'alimentation). L’impédance imaginaire devient nulle et change de signe lorsque le dipôle voisine la demi-longueur d’onde (en fait pour un nombre d’onde voisin de 0,47).

## Hauteur effective de l'antenne
Lorsque le dipôle baigne dans un champ électrique généré par l'antenne émettrice, une tension est induite dans le dipôle et transmise au circuit connecté à la sortie du dipôle. Celle-ci s'exprime par :
{\displaystyle V=h_{\rm {e}}E_{\rm {eff}}}
où {\displaystyle E_{\rm {eff}}} est la valeur efficace du champ électrique en V/m auquel est soumis l'antenne et {\displaystyle h_{\rm {e}}} sa hauteur effective en m, cette dernière étant différente de sa longueur physique. Ainsi pour un dipôle demi-onde :
{\displaystyle h_{\rm {e}}={\frac {\lambda }{\pi }}}